# トルステン・キルシュバウム
トルステン・キルシュバウム（Thorsten Kirschbaum，1987年4月20日 - ）は、西ドイツ・ヴュルツブルク出身のサッカー選手。ポジションはゴールキーパー。SSVヤーン・レーゲンスブルク所属。

## 経歴
2009年1月10日、スイス・スーパーリーグのFCファドゥーツに移籍した。
2013年7月1日、VfBシュトゥットガルトに加入。2013年3月10日にはシュトゥットガルトとの契約を2016年まで延長した。
2015年7月1日、1.FCニュルンベルクに移籍した。
2018年6月26日、バイエル・レバークーゼンに完全移籍。
2019年5月27日、VVVフェンローに移籍した。
2021年6月4日、SSVヤーン・レーゲンスブルクと2年契約を結んだ。